# Eustala pallida
Eustala pallida är en spindelart som beskrevs av Cândido Firmino de Mello-Leitão 1940. 
Eustala pallida ingår i släktet Eustala och familjen hjulspindlar. Inga underarter finns listade i Catalogue of Life.